# Порушені пласти гірських порід

Порушені пласти гірських порід (рос. нарушенные пласты, англ. broken beds, disrupted beds, dislocated seams, faulted seams, disturbed seams, irregular seams; нім. gestörte Flöze n pl, gestörte Schichten f pl (der Gesteine)) — категорія пластів гірських порід (корисних копалин), ведення гірничих робіт, по яких (або поблизу яких) ускладнено геологічними порушеннями. Термін «П.п.» найчастіше застосовується у вугільній і сланцевій промисловості.
Порушення (рис. 1, 2) поділяються на сингенетичні (нерівність ґрунту і покрівлі, виклинювання, фаціальне заміщення за простяганням і падінням, розщеплення, кластичні ін'єкції, включення) і епігенетичні (розривні і складчасті, тріщинуватість, розмиви, роздуви, перетиски, ступінчатість в покрівлі і ґрунті, впровадження магматичних тіл, діапіровий витиск, карст).
Межі шахтних полів звичайно розташовують вздовж зон геол. порушень з розрахунком залишення порушень у бар'єрних ціликах між шахтними полями. Син. — дислоковані пласти.

## Роздув пласта (шару)
РОЗДУВ ПЛАСТА (ШАРУ (рос. раздув пласта (слоя), англ. bulge of a bed (stratum), нім. Blähung f der Sohle) — різке збільшення потужності пласта (шару).
Протилежне — виклинювання пласта, перетиск пласта.